# Верхньопольовська сільська рада
Верхньопольовська́ сільська рада (рос. Верхнеполевской сельский совет) — сільське поселення у складі Шадрінського району Курганської області Росії.
Адміністративний центр — село Верхня Польова.
Населення сільського поселення становить 974 особи (2017; 917 у 2010, 930 у 2002).

## Склад
До складу сільського поселення входять:
| Населений пункт       | Населення, осіб (2002) | Населення, осіб (2010) |
| --------------------- | ---------------------- | ---------------------- |
| Барньовка, присілок   | 30                     | 37                     |
| Барньовське, присілок | 162                    | 140                    |
| Верхня Польова, село  | 738                    | 740                    |